# Приневска низија
Приневска низија (рус. Прине́вская низи́на) низијско је подручје у централним и западним деловима Лењинградске области на северозападу европског дела Руске Федерације и микроцелина знатно пространије Источноевропске равнице. Приневска низија простире се уз обе обале реке Неве и њене две најважније јужне притоке, Тосну и Ижору.
Површински рељеф Приневске низије последица је деловања глацијалне ерозије и карактеришу га бројне језерско-глацијалне терасе које се постепено спуштају идући ка Неви и њеним најважнијим притокама. У основи то је доста ниско и замочварено подручје са изванредно густом мрежом река и потока, а значајан део територије низије и данас карактеришу учестале поплаве.
Доминирају углавном травната подручја на северу и мочварна вегетација у јужним деловима низије. Шума, углавном четинарских, има само на крајњем истоку низије. Тла варирају од тресава до моћних подзола. На подручју низије налазе се значајне наслаге тресета. Највећи део територије је под утицајем људске активности готово у целости урбанизован.
На територији Приневске низије налазе се градови Санкт Петербург, Колпино, Отрадноје, Кировск, Тосно и бројна мања насеља.